# Социјалдемократска партија Аустрије
Социјалдемократска партија Аустрије (SPÖ) је једна од најстаријих политичких странка у Аустрији. СПА је једна од две главне странке у Аустрији, која је позната по снажним везама с радничким синдикатима и Аустријском комором рада (Arbeiterkammer).

## Деловање
СПА је настала удруживањем разних социјалистичких и анархистичких група у аустријском делу Аустроугарске. Процес који је неформално започео још 1874. завршен је првим конгресом, а његов завршетак 1. јануара 1889. се држи као датум оснивања странке.
Године 1896, из ње се издвојила Југословенска социјалдемократска странка која је деловала у аустријским покрајинама са јужнословенским становништвом, Словенији, Истри и Далмацији.
СПА, која се оријентисала према социјалдемократији, се врло брзо наметнула као водећа радничка странка, а 1911. је имала највише места у царском парламенту. Године 1914. је, попут многих сличних странака тог времена, подржала улазак своје државе у Први светски рат. Међутим, крајем 1918. је била кључна у догађајима који су након распада Аустроугарске од Аустрије начинили републику.
У првим годинама нове републике, СПА је под називом Социјалдемократска радничка партија Аустрије (Sozialdemokratische Arbeiterpartei Österreichs, SDAPÖ) владала у коалицији с центристичким Хришћанским социјалистима, али је странка забрањена након немира 1934. године у којима је учествовала и њена страначка милиција.
СПА је постала легална тек 1945. године. Отада је често на власти, обично у великој коалицији с демохришћанском Народном странком.
На изборима у јесен 2006. је освојила највише гласова те је заједно с Народном странком формирала коалициону владу.

## Председници странке од 1945.
Са леве стране су председници странке, а са десне канцелари Аустрије.